# Claude Kemayou
Claude Kemayou est un ancien ministre, homme politique et sénateur camerounais. Il est mort le 30 juillet 2022 à Douala.

## Parcours politique
Claude Kemayou a milité à l'UNC puis a intégré le RDPC en mars 1985. Il a occupé les fonctions de ministre de l'eau et de l'énergie, puis de directeur général adjoint de la société nationale des eaux du Cameroun (Snec).
Il est sénateur RDPC de 2013 jusqu'en juillet 2022, date de sa mort.